# Unione della Gioventù Cecoslovacca
L'Unione della Gioventù Cecoslovacca (in ceco Československý svaz mládeže, ČSM; in slovacco Československý zväz mládeže, ČZM) è stata l'organizzazione giovanile del Partito Comunista della Cecoslovacchia (KSČ) fondata nel 1949 per giovani di età compresa da 15 anni e fino a 25 anni. L'organizzazione era simile alla sovietica Komsomol. Alla fine del 1967 l'organizzazione contava 900 000 aderenti.
Nel 1968 con la Primavera di Praga di Alexander Dubček l'organizzazione venne sciolta per essere rifondata nel 1970 per giovani di età fra 15 e 35 anni, con la denominazione di "Unione della Gioventù Socialista".

## Storia

### Secondo dopoguerra
Nel periodo successivo alla liberazione della Cecoslovacchia dal nazismo, vi erano diverse organizzazioni giovanili indipendenti o controllate dai partiti del Fronte Nazionale:
- Unione della Gioventù dei Carpazi (gennaio 1945),
- Unione della Gioventù Slovacca (primavera 1945),
- Unione della Gioventù Ceca (maggio 1945)
- Unione della Gioventù Polacca (dopo la firma dell'accordo di alleanza cecoslovacco-polacca nel 1947).

#### Unione della Gioventù Ceca
L'Unione della Gioventù Ceca (in ceco Svaz české mládeže, SČM) fu creata dalle forze di resistenza nel maggio 1945 e il 12 maggio venne istituita la sua direzione provvisoria. Nel giugno 1945, i partiti del Fronte nazionale, ovvero il Partito Comunista di Cecoslovacchia (KSČ), il Partito Nazionale Socialista Cecoslovacco (ČSNS) e il Partito Socialdemocratico Cecoslovacco (ČSSD) decisero di unire le loro organizzazioni giovanili in un'unica unione confederale.
I giovani del Partito Popolare Cecoslovacco (ČSL) si rifiutarono di aderire all'SČM nonostante il loro partito insistesse sulla loro associazione. La Gioventù Popolare si presentò per la prima volta al pubblico nell'agosto 1945 durante le celebrazioni del 75º compleanno del segretario popolare Jan Šrámek a Praga. Jindřich Synek vennero eletto presidente della gioventù popolare al congresso di dicembre.
Nel settembre 1945, l'Unione giovanile ceca fu ritenuta dal governo come l'unica a poter organizzare l'educazione dei giovani e assorbì i gruppi scout Junák.
La dirigenza dell'SČM si scontrò con l'organizzazione giovanile del ČSNS e quest'ultima ritirò i suoi membri dall'Unione. Successivamente, anche il Partito Popolare Cecoslovacco e il Partito Democratico Slovacco ricostituirono le proprie organizzazioni giovanili.

#### Trattative sulla fusione con l'Unione della gioventù slovacca
Dal 4 al 6 luglio 1946, a Zlín si riunirono in congresso l'Unione della Gioventù Ceca e dell'Unione della Gioventù Slovacca per delineare linee guida organizzative e statuti ed eleggere l'"Organo della Gioventù della Repubblica cecoslovacca" guidato dal professor Ernest Sýkora di Bratislava. Al congresso parteciparono anche i rappresentanti della gioventù del Movimento sindacale rivoluzionario (ROH), Junák e dell'Unione degli Studenti universitari e di educazione fisica, l'Unione degli agricoltori cechi, l'Unione delle forze armate e dell'esercito. Al congresso era rappresentata anche l'Unione giovanile dei Carpazi della Slovacchia orientale.

### Nascita dell'Unione della Gioventù Cecoslovacca

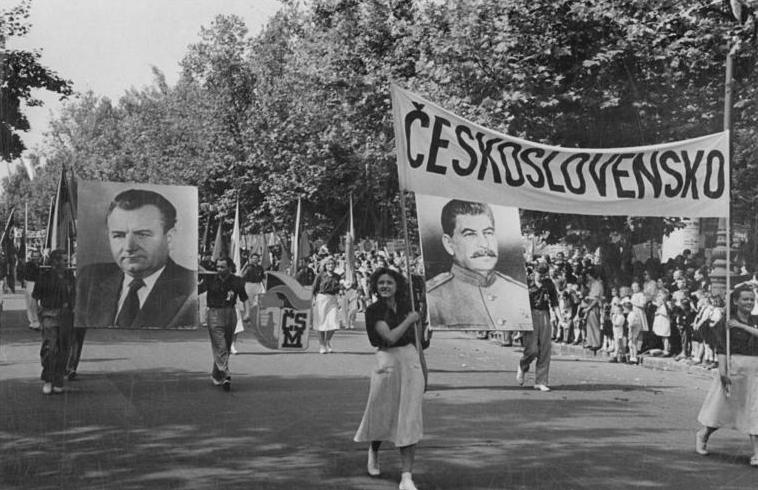
Delegazione della ČSM al II Festival Mondiale della Gioventù e degli Studenti a Budapest, Ungheria, 1949. I giovani espongono ritratti del presidente cecoslovacco Klement Gottwald e del leader sovietico Stalin.

Il 23-24 aprile 1949, nel Palazzo della Radio di Praga, le quattro principali organizzazioni giovanili della Cecoslovacchia si riunirono in una conferenza per fondersi in un'unica Unione della Gioventù Cecoslovacca (ČSM) sotto la guida del Partito Comunista Cecoslovacco. Junák divenne prima l'organizzazione del ČSM per i bambini ed in seguito fu rinominata in Divisione dei Pioieri Junák (in ceco Pionýrské oddíly Junáka, POJ). Le altre organizzazioni giovanili furono sciolte.
Nell'anno scolastico 1949-1950 fu imposto alle scuole un reclutamento di massa nella ČSM.
Al I congresso della ČSM, iniziato il 7 giugno 1950 nel distretto di Vinohrady a Praga, furono adottate le regole organizzative che tutti i membri avrebbero dovuto seguire e la promessa da mantenere:
Al termine del congresso, l'11 giugno 1950, si tenne in Piazza Venceslao un congresso della cosiddetta "Armata Blu" (in ceco modrá armáda), che portava numerosi ritratti di Rudolf Slánský, segretario generale del Comitato centrale del Partito Comunista.
II Il Congresso della ČSM fu organizzato nel Palazzo dei Congressi di Praga dal 3 al 6 febbraio 1955, con la partecipazione di una delegazione di 600 pionieri. Al congresso parlarono il presidente della Cecoslovacchia Antonín Zápotocký, il segretario del Comitato centrale del Partito comunista Miloš Jakeš, l'atleta Emil Zátopek, lo scrittore Pavel Kohout, il colonnello generale Vladimír Janko, il tenente generale Jan Zeman. La delegazione sovietica donò alla ČSM la bandiera del Komsomol. Dopo la fine dei negoziati congressuali, la sera del 6 febbraio si è tenuto un ballo in maschera nel Palazzo dei Congressi, organizzato dal Comitato municipale di Praga della ČSM e dal Parco della cultura e del tempo libero Julius Fučík.
Al III Congresso, tenuto nel Palazzo dei Congressi a Praga dal 13 al 15 dicembre 1958, furono concordati i nuovi statuti, che alzarono il limite di età per l'ammissione a 15 anni e adottarono il principio secondo cui per entrare nell'Organizzazione dei pionieri era necessaria la raccomandazione del Consiglio dell'organizzazione pioniera. Secondo i nuovi statuti del 1958, ogni cittadino di età compresa tra 15 e 26 anni poteva diventare membro dell'Unione giovanile cecoslovacca. L'ammissione veniva decisa dall'organizzazione centrale competente che poteva anche estendere su richiesta l'adesione oltre il limite massimo di età. Gli statuti sancivano la direzione diretta del Partito Comunista di Cecoslovacchia e l'educazione dei giovani nello spirito del comunismo.

### Anni sessanta
Il IV Congresso della ČSM si tenne a Praga dal 18 al 21 aprile 1963 e Miroslav Zavadil fu eletto nuovo presidente del Comitato centrale del ČSM. Il Congresso stabilì che la ČSM avrebbe dovuto un'organizzazione di massa in grado di unire i giovani di tutti i gruppi sociali. 
Durante gli anni sessanta, il ČSM mosse critiche alla leadership del Partito Comunista, nonché al dogmatismo e alla rigorosa applicazione del marxismo-leninismo. Ricevette il sostegno di pubblicisti e scrittori, in particolare sulle pagine di Literární noviny, Mladý svět, Student e Buchar della Facoltà di ingegneria meccanica dell'Università tecnica ceca. È stata inoltre istituita l'organizzazione indipendente dell'Unione degli studenti universitari di Boemia e Moravia (in ceco Svaz vysokoškolského studentstva Čech a Moravy, SVS).
Alla fine del 1963, furono rifondati i distretti universitari separati della ČSM: il 30 novembre venne istituito nella capitale il Comitato Distrettuale Universitario (in ceco Vysokoškolský obvodní výbor, VOV). Durante la prima conferenza universitaria nazionale a Praga nel dicembre 1965, gli studenti radicali entrarono in conflitto con il ministro dell'Istruzione Jiří Hájek. 
Nel 1966, venne approvata una nuova legge sull'istruzione superiore che rilassò il sistema universitario e concesse agli studenti cecoslovacchi di viaggiare nei paesi occidentali. Tuttavia, la dirigenza del Partito Comunista ha stabilito una rotta netta contro il movimento studentesco liberalizzato e in una riunione del Comitato centrale nel febbraio 1967 fu presa la decisione di prendere il controllo diretto della ČSM.
Dal 6 al 9 giugno 1967 si tenne il V Congresso dell'Unione giovanile che riconfermò Zavadil alla presidenza. Il Comitato centrale della ČSM commentò la questione dei cambiamenti strutturali proposti descrivendo l'organizzazione giovanile unificata "come una convenienza rivoluzionaria della nostra società" e si è anche opposto a "tutte le proposte che portano alla rottura di questa unità". La corrente di opposizione riuscì a imporre una libera interpretazione degli statuti in materia di appartenenza e costruzione organizzativa. I club della ČSM poterono diventare organizzazioni di base e i membri poterno scegliere la propria, mentre furono creati gruppi informali al di fuori del principio territoriale. Nell'autunno del 1967 si verificarono gli eventi di Strahov e la ČSM si scontrò con gli studenti: il Comitato centrale del Partito Comunista dichiarò che gli "iniziatori" dei disordi sarebbero stati puniti.

### Primavera di Praga e scioglimento
All'inizio di aprile 1967 si svolse una riunione del Comitato centrale del KSČ che delineò gli elementi fondamentali della nuova linea politica. Nel frattempo, crebbero le critiche interne alla ČSM e favorevoli alla trasformazione dell'unione in una federazione di organizzazioni giovanili indipendenti. Nel IV Plenum del Comitato centrale della ČSM nel marzo 1968, i riformatori ottennero il controllo della direzione e della stampa. Furono fondate 18 organizzazioni indipendenti per bambini e giovani, portando di fatto alla disintegrazione della ČSM. Negli statuti di queste organizzazioni, il marxismo-leninismo venne sostituito dalla Dichiarazione universale dei diritti umani dell'ONU e fu sottolineata la loro autonomia e indipendenza politica. Il rapporto con il Partito Comunista venne definito come un partenariato e venne adottato un approccio generalmente umanistico.

Simbolo dell'Unione della Gioventù Socialista di Cecoslovacchia

Dopo l'invasione della Cecoslovacchia da parte del Patto di Varsavia nell'agosto 1968, il processo di rinnovamento venne interrotto. Alla fine di febbraio 1969, su iniziativa del Comitato Regionale della Boemia Centrale, si riunì a Příbram la conferenza della ČSM. I delegati delle organizzazioni distrettuali di Příbram e Benešov, che non avevano interrotto le loro attività, e di altre organizzazioni di base elessero il comitato di coordinamento della ČSM. Le riunioni di aprile e maggio del Comitato centrale del Partito Comunista appoggiarono la riunificazione delle organizzazioni giovanili. La delibera della presidenza del Comitato Centrale del Partito Comunista del 17 novembre 1969 sancì definitivamente la rifondazione di un'organizzazione giovanile di massa unificata.
Dal 24 al 25 aprile 1970 si tennero conferenze locali nella Repubblica Socialista Slovacca, dal 16 al 17 ottobre nella Repubblica Socialista Ceca, mentre dal 9 all'11 novembre venne organizzata la conferenza costituente nazionale a Praga. I 900 delegati presenti istituirono la nuova organizzazione unificata dell'Unione della Gioventù Socialista (in ceco Socialistický svaz mládeže, SMM) e ne approvarono i documenti principali. L'SSM era nuovamente sotto il controllo del Partito Comunista Cecoslovacco ed era simile all'ex ČSM. Tutte le organizzazioni giovanili indipendenti furono nuovamente liquidate.

## Organizzazione
L'organo supremo era il congresso nazionale convocato una volta ogni quattro anni dal Comitato centrale. Vi era il Comitato centrale slovacco del ČSM che convocava ogni due anni il Congresso slovacco. L'organo supremo dell'organizzazione regionale era la conferenza regionale e il comitato regionale, analogamente alle organizzazioni distrettuali e cittadine. Inoltre, poteva esserci un comitato ČSM locale nelle città e nei grandi comuni. La ČSM gestiva l'Organizzazione dei Pionieri per i bambini dai 9 ai 15 anni.
La ČSM aveva delle organizzazioni di base stabilite all'interno dei posti di lavoro, delle scuola e delle unità militari. Tutte le organizzazioni di base del distretto o della città formavano un'organizzazione distrettuale o cittadina, che a loro volta costituivano le organizzazioni regionali. L'organizzazione di base doveva avere almeno 5 membri. L'organo supremo dell'organizzazione di base era l'assemblea dei membri che si riuniva almeno una volta al mese e prevedeva la partecipazione obbligatoria. Le attività dell'organizzazione di base erano gestite da un comitato, che eleggeva tra i suoi membri un presidente. In Slovacchia, le organizzazioni regionali erano riunite sotto il Comitato territoriale slovacco. L'unione di tutte le organizzazioni regionali e territoriali costituiva l'Organizzazione nazionale della ČSM.
Basandosi sul modello sovietico, il reclutamento nella ČSM doveva essere effettuato individualmente. 

### Gruppi scolastici
La ČSM aveva dei propri gruppi scolastici (ŠS) all'interno di tutte le scuole di terzo grado della Cecoslovacchia. Gli ŠS della ČSM organizzavano concorsi di lavoro, campagne educative, ripetizioni, gruppi di hobby, escursioni, visite teatrali, collaborazioni con fabbriche e aziende per la scelta di una professione.
Sulla base delle linee guida emesse dal ministero dell'istruzione, della gioventù e dello sport il 20 gennaio 1951, il gruppo scolastico della ČSM aveva il diritto di presentare proposte al preside della scuola per migliorare il lavoro scolastico e che dovevano essere obbligatoriamente discusse nei consigli d'istituto. I gruppi scolastici effettuavano anche regolari controlli settimanali valutando i dirigenti scolastici, la disciplina e il comportamento degli alunni.
Sulla base delle linee guida emanate, la direzione della ČSM organizzava la formazione ideologica di base nelle scuole a partire dall'anno 1950/1951 e altre attività come circoli politici e di lettura, gruppi culturali e doposcuola. Le attività dei circoli politici e di lettura si svolgevano in gruppi più piccoli, mentre la suddivisione degli alunni in circoli "in base al loro livello di consapevolezza" spettava al comitato del ŠS. Nel circolo di lettura gli alunni dovevano ancora acquisire consapevolezza ideologica da approfondire poi negli ambienti politici. I gruppi di lettura preparavano i membri della ČSM principalmente all'evento della consegna del "distintivo Fučík", dedicato al giornalista e scrittore comunista Julius Fučík ucciso dai nazisti nel 1943.
Per guidare la formazione degli ambienti politici, i comitati distrettuali e regionali del Partito Comunista Cecoslovacco organizzavano corsi quindicinali per la formazione dei quadri in tutte le loro scuole politiche distrettuali e regionali.

### Distintivo Fučík
Il distintivo Fučík veniva consegnato ai membri dei circoli di lettura della ČSM che avevano studiato e letto 11 libri e 5 film, in particolare:
- Tre libri politici (uno di Klement Gottwald, la Costituzione del 9 gennaio 1948, un libro di Lenin, Stalin o Kalinin)
- Proti všem di Alois Jirásek (lettura obbligatoria)
- Due libri a scelta tra: Reportáž psaná na oprátce e V zemi, kde zítra již znamená včera di Julius Fučík, Vítr se vrací di Peter Jilemnický, Anna Proletářka di Ivan Olbracht e Siréna di Marie Majerová;
- Due libri di poesie a scelta tra: Zpěvy páteční di Jan Neruda, Pracujícím di Jiří Wolker, Slezské písně di Petr Bezruč, Výbor — A hrdý buď di Stanislav Kostka Neumann;
- Un romanzo sovietico a scelta tra: Molodaja gvardija di Aleksandr Fadeev, Kak zakljalas' stal' di Nikolaj Ostrovskij e Povest' o nastojaščem čeloveke di Boris Polevoj;
- Due libri sulla professione di proprio interesse;
- Visto 5 film: 3 sovietici, 2 cecoslovacchi o di altre democrazie popolari.[34]

Coloro che avevano fatto richiesta del distintivo Fučík venivano esaminati davanti a una commissione che avrebbe chiesto loro un riassunto dei libri, cosa li aveva colpiti, il significato di un libro o film e le lezioni che avevano imparato. I primi esami con consegna del distintivo si svolsero il 30 gennaio 1950 a Hustopeče con la partecipazione di Gusta Fučíková, vedova di Julius Fučík.